# Jacques Favart
Jacques Favart (* 30. Juli 1920 in Paris; † 27. September 1980) war ein französischer Eiskunstläufer und Sportfunktionär.
Im Einzellauf wurde Favart 1936 bis 1939 französischer Vizemeister hinter Jean Henrion und 1942 schließlich französischer Meister.  
Nach dem Zweiten Weltkrieg trat Favart im Paarlauf an der Seite seiner Ehefrau Denise Favart (* 1923) an. Von 1946 bis 1949 wurden sie französische Meister. Bei ihrer einzigen Europameisterschaftsteilnahme belegten sie 1947 den achten Platz. Das beste Ergebnis bei ihren vier Weltmeisterschaftsteilnahmen war der zehnte Platz, den sie 1947 und 1949 erreichten. 1948 in St. Moritz repräsentierten die Favarts Frankreich bei den Olympischen Spielen und beendeten sie auf dem 14. Platz. 
Nach seiner Wettkampfkarriere war Favart von 1967 bis 1980 Präsident der Internationalen Eislaufunion (ISU) und von 1968 bis 1969 auch Präsident des französischen Eislaufverbandes (Fédération Française des Sports de Glace). Er starb 1980 kurz nach seiner Wiederwahl. 1993 wurde er in die Eiskunstlauf Hall of Fame aufgenommen. Nach ihm ist der Jacques Favart Award, die höchste Auszeichnung der ISU, benannt.

## Ergebnisse

### Einzellauf
| Wettbewerb / Jahr            | 1936 | 1937 | 1938 | 1939 | 1942 |
| ---------------------------- | ---- | ---- | ---- | ---- | ---- |
| Französische Meisterschaften | 2.   | 2.   | 2.   | 2.   | 1.   |

### Paarlauf
(mit Denise Favart)
| Wettbewerb / Jahr            | 1946 | 1947 | 1948 | 1949 | 1950 |
| ---------------------------- | ---- | ---- | ---- | ---- | ---- |
| Olympische Winterspiele      |      |      | 14.  |      |      |
| Weltmeisterschaften          |      | 10.  | Z    | 10.  | 12.  |
| Europameisterschaften        |      | 8.   |      |      |      |
| Französische Meisterschaften | 1.   | 1.   | 1.   | 1.   | Z    |

- Z = Zurückgezogen